# Resident Evil: Degeneracja
Resident Evil: Degeneracja (jap. バイオハザード：ディジェネレーション; Baiohazādo: Dijenerēshon, ang. Resident Evil: Degeneration) – japoński film animowany z 2008 roku, będący kontynuacją gry komputerowej Resident Evil.
Akcja filmu toczy się kilka lat po wydarzeniach w mieście Raccoon City, kiedy agenci Leon S. Kennedy i Claire Redfield walczyli ze złowrogą korporacją Umbrella. Obecnie Redfield jest członkinią organizacji ochrony środowiska, która protestuje na lotnisku przeciwko kontrowersyjnym działaniom organizacji rządowej WilPharma. Niespodziewanie lotnisko stało się celem ataku biologicznego, wskutek czego większość znajdujących się tam ludzi zamienia się w żywe trupy. Do akcji wkracza jednostka specjalna pod przywództem Kennedy’ego.

## Obsada (dubbing amerykański)
- Alyson Court – Claire Redfield
- Paul Mercier – Leon S. Kennedy
- Laura Bailey – Angela Miller
- Roger Craig Smith – Curtis Miller
- Crispin Freeman – Frederic Downing
- Michelle Ruff – Rani Chawla
- Michael Sorich – Senator Ron Davis
- Salli Saffioti – Ingrid Hunnigan
- Mary Elizabeth McGlynn – Ciotka
- Steve Blum – Greg Glenn
- Michael McConnohie – Prezes zarządu firmy WilPharma
- Kirk Thornton – Prezydent